# Transparency International
Transparency International (TI) er en international organisation (NGO) som oplyser om og bekæmper korruption, herunder også politisk korruption. 
Transparency International udsender hvert år rapporter og indeks over korruptionsniveauet i mange af verdens lande. De vigtigste er (links er engelsk):
- Indekseret niveau over opfattelsen af korruption (Corruption Perceptions Index, CPI)
- Bestikkelsesindekset (Bribe Payers Index) 2002 [1]
- Globalt korruptionsbarometer (Global Corruption Barometer) 2004 [2]
- Global korruptionsrapport (Global Corruption Report) 2006 [3]

## Indekseret niveau over opfattelsen af korruption
Siden 1995 har Transparency International udgivet et årligt indekseret niveau over korruption (Corruption Perceptions Index, CPI). I det er verdens lande ordnet efter graden af korruption vurderet af embedsmænd, politikere, erhvervsfolk og eksperter. Seneste indeks indeholder 158 lande.
Korruption defineres som "the abuse of public office for private gain": "misbruget af embeder til egen vinding". Det er vigtigt at understrege at indekset kun er et fingerpeg om, hvor korrupt et land opfattes, snarere end hvor korrupt det egentlig er.
Danmark lå i 2005 nummer fire på listen over verdens mindst korrupte lande. I 2004 lå Danmark nummer 3.